# Alina de Silva
Alina de Silva (geb. Alina Lestonnat Cavenecia; * 16. März 1898 in La Punta; † 13. April 1972 in Lima) war eine peruanische Sängerin und Schauspielerin.

## Leben und Wirken
Da Silva kam 1925 mit ihrem Mann, dem Komponisten, Geiger und Pianisten Alfonso de Silva nach Paris, wo sie die nächsten 15 Jahre lebte und mit dem Orchester von Manuel Pizarro als Tangosängerin bekannt wurde. Sie unternahm Tourneen durch Spanien und Nordafrika, bei denen sie auch Straßenszenen aus Lima (gesammelt von Rosa Mercedes Ayarza de Morales) zum besten gab. Mit Carlos Gardel trat sie im Cabaret El Garrón auf und nahm mit ihm den Tango Una noche en El Garrón auf. 1929 erschien ihr Porträt auf der Titelseite des Magazins La Rampe, und sie sang in einer Revie im Moulin Rouge.
In den 1930er Jahren wirkte da Silva in vier Kurzfilmen von Pathé mit: Je t´adore mais porquoi (1930), Paris Music Hall (1933), La Crise est finie (1934) und Fort Dolores (1938). Im Fernsehen trat sie neben Maurice Chevalier, Mistinguett, Charles Trenet und Josephine Baker auf. Neben zahlreichen Tangos (u. a. "Cachito", "Ilusión", "Mano a mano", "Ida y vuelta", "Pobre paica", "Araca corazón", "Pobre pato", "Malevaje", "Ventanita florida", "Añorando", "Garufa", "Confesión", "Pero el día que me quieras", "El aguacero", "No te engañes corazón", "Dónde estás corazón", "Piedad", "Yira yira") sang sie auch kubanische Lieder und Rumbas wie "La cucaracha", "Negra consentida" and "Adiós mi chaparrita".
1939 kehrte sie nach Lima zurück. Sie trat hier im Rundfunk und Theater auf und sang in Plattenaufnahmen wie La Chichera von Rosa de Morales. In ihren späteren Jahren wandte sie sich der Malerei und Plastik zu. Sie malte Altarbilder und andere religiöse Werke und schuf Plastiken von Engeln, Harlekins, mittelalterlichen Jungfrauen und anderen religiösen und weltlichen Motiven.